# Pico Alto (Agualva)

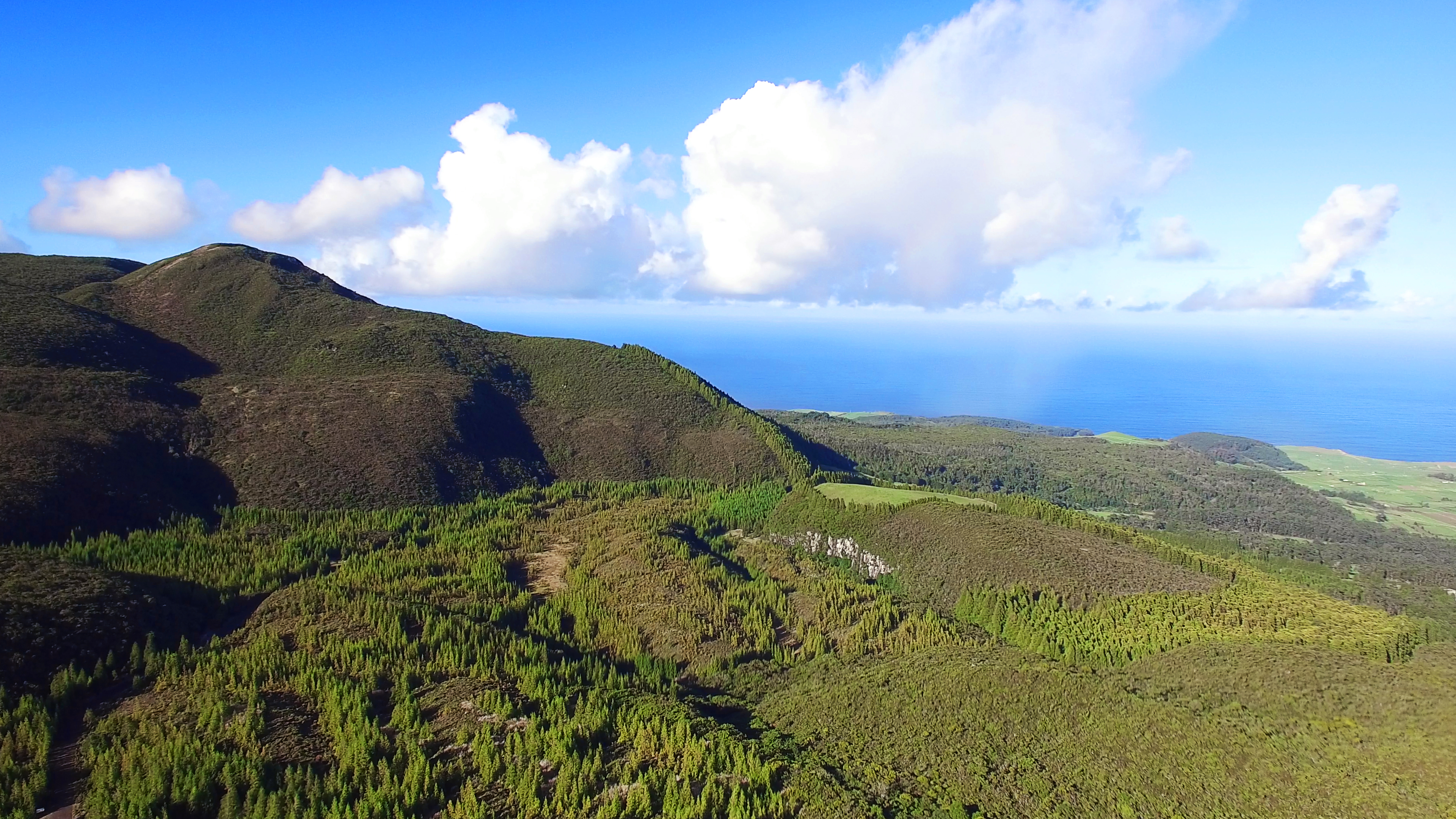
Pico Alto na freguesia da Agualva (Praia da Vitória)

O Pico Alto é um vulcão localizado na freguesia da Agualva, concelho da Praia da Vitória, ilha Terceira, arquipélago dos Açores.

## Descrição
Este acidente montanhoso encontra-se geograficamente localizado na parte Norte e Noroeste da ilha Terceira e encontra-se intimamente relacionado com Maciço do Pico Alto, do qual conjuntamente com o Pico Agudo faz parte.
Esta formação geológica localizada no centro da ilha Terceira tem drenagem de águas pluviais para a costa marítima a Noroeste e teve na sua formação geológica escorrimento lavico predominantemente em direcção ao mar também para o Noroeste da ilha Terceira, onde deu origem a altas arribas e a recortadas baías.
Este conjunto montanhoso formador de parte importante do Noroeste da ilha eleva-se em diferentes contas de altitude, tendo o ponto mais elevado no Pico Alto a 808 metros acima do nível do mar.
Na vertente Oeste desta elevação nasce a Ribeira da Agualva, a uma cota de altitude que ronda os 700 metros acima do nível do mar e que depois de receber vários afluentes, que fazem dela uma das maiores ribeiras da ilha Terceira corre para o mar atravessando o centro da Freguesia da Agualva e Vila Nova. Esta ribeira foi usada desde o povoamento da ilha como fonte de energia para fazer mover azenhas e moinhos de água.
Desagua na costa marítima próximo do local denominado Canada do Eustáquio, já na freguesia da Vila Nova.